# Linaria boushehrensis
Linaria boushehrensis är en grobladsväxtart som beskrevs av Hamdi och Assadi. Linaria boushehrensis ingår i släktet sporrar, och familjen grobladsväxter. Inga underarter finns listade i Catalogue of Life.